# Municipio de Gardner (Kansas)
El municipio de Gardner (en inglés: Gardner Township) es un municipio ubicado en el condado de Johnson en el estado estadounidense de Kansas. En el año 2010 tenía una población de 2905 habitantes y una densidad poblacional de 32,84 personas por km².

## Geografía
El municipio de Gardner se encuentra ubicado en las coordenadas 38°48′22″N 94°55′10″O / 38.80611, -94.91944. Según la Oficina del Censo de los Estados Unidos, el municipio tiene una superficie total de 88.46 km², de la cual 87.32 km² corresponden a tierra firme y (1.29%) 1.14 km² es agua.

## Demografía
Según el censo de 2010, había 2905 personas residiendo en el municipio de Gardner. La densidad de población era de 32,84 hab./km². De los 2905 habitantes, el municipio de Gardner estaba compuesto por el 86.51% blancos, el 8.23% eran afroamericanos, el 0.9% eran amerindios, el 0.83% eran asiáticos, el 0.03% eran isleños del Pacífico, el 2.34% eran de otras razas y el 1.17% pertenecían a dos o más razas. Del total de la población el 5.03% eran hispanos o latinos de cualquier raza.